# Jaroslav Horálek
Jaroslav Horálek (10. listopadu 1954, Praha - 14. prosince 1991, Praha) byl český malíř, kreslíř a restaurátor.

## Život
V letech 1970-1974 vystudoval Střední odbornou školu výtvarnou Václava Hollara. Poté v letech 1974-1980 absolvoval Akademii výtvarných umění v Praze v ateliérech Františka Jiroudka a Oldřicha Oplta. Jeho manželkou byla grafička Helena Horálková.
Začátkem osmdesátých let vedl výtvarný kroužek dělníků v ČKD v Praze.
V letech 1980 - 1984 pořádal spolu s Helenou Horálkovou, výtvarnicí Janou Skalickou a fotografem Jaroslavem Benešem neoficiální Výstavy na dvoře v domě, kde měli účastníci ateliéry.
Od roku 1990 se podílel spolu s restaurátory Jiřím Látalem a Janem Turským na restaurování nástěnných maleb Josefa Váchala v Portmoneu v Litomyšli.
V roce 1990 poprvé navštívil kraj Ardèche ve Francii. Pobýval v obci Mirabel, kterou navštěvují malíři a sochaři z okruhu Darmstädter Sezession. V roce 1991 se sem vrátil. Kvaše ovlivněné těmito návštěvami byly poprvé vystaveny až po jeho smrti.

### Fotografie
Na popud svého přítele Jaroslava Beneše experimentoval v osmdesátých létech s prošlými fotografickými deskami, na kterých vytvářel fotogramy a chemigramy. K těmto technikám se později už nevrátil.

## Galerie

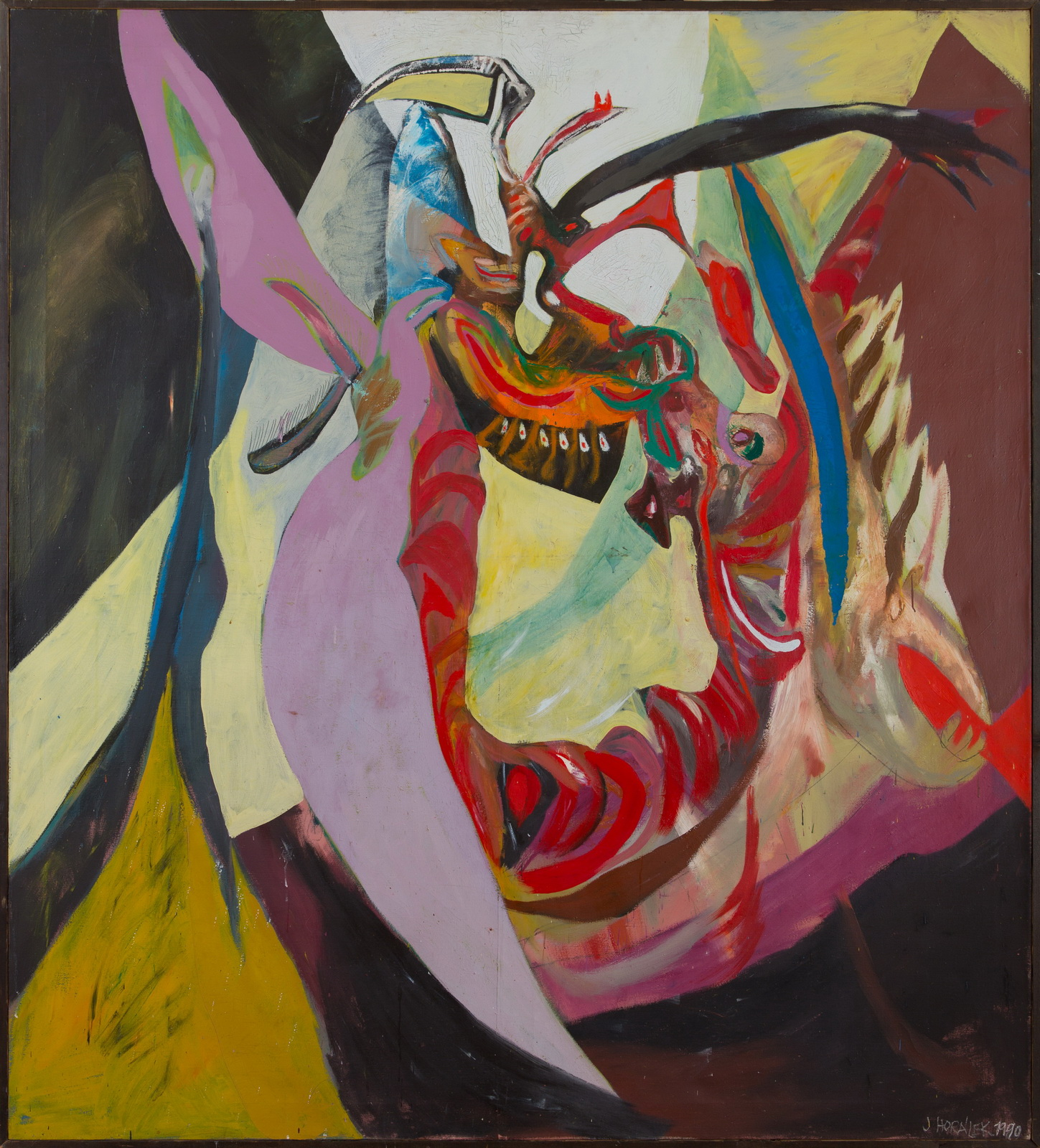
Jaroslav Horálek: Zápas s drakem, 210x190cm, olej na plátně, 1990.
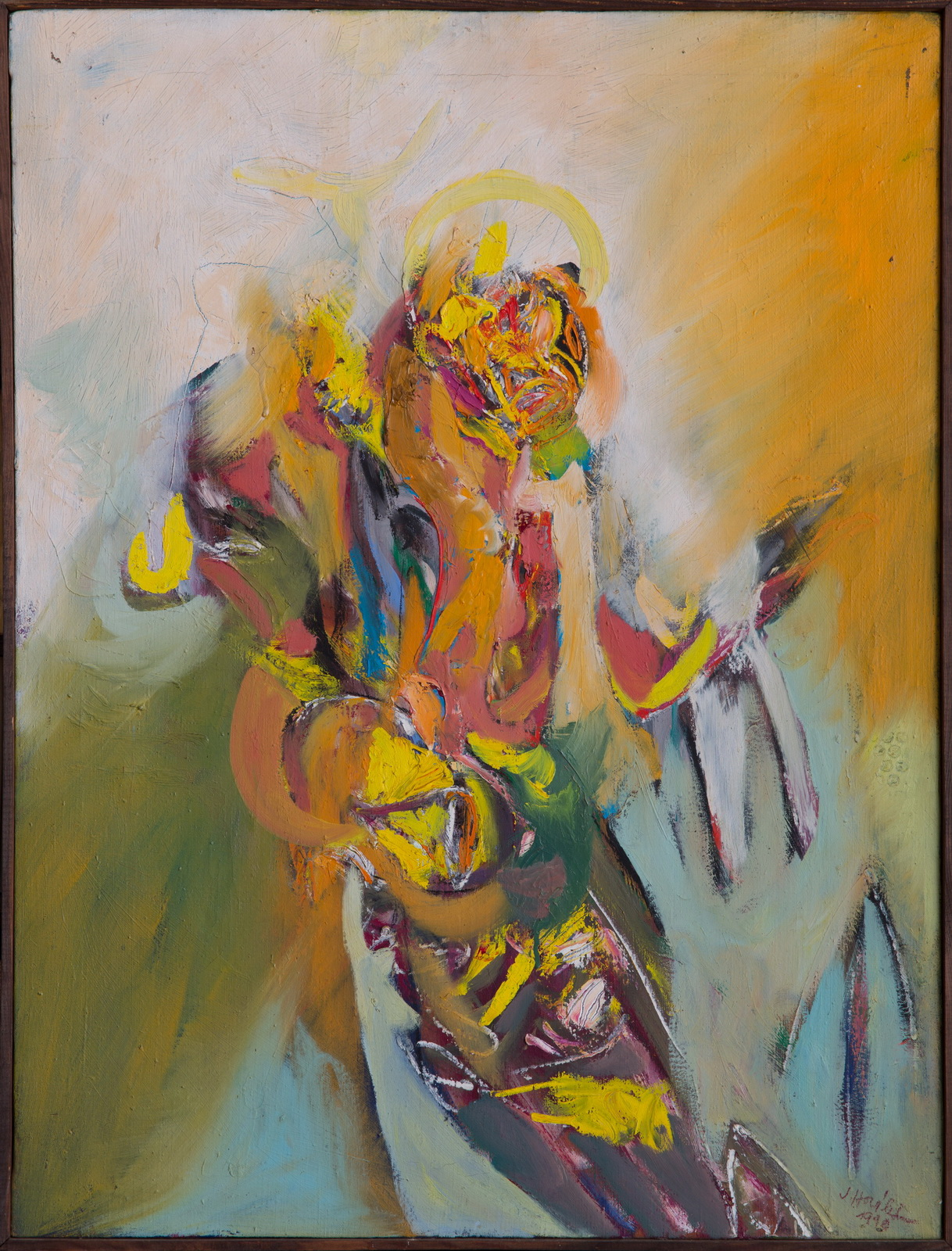
Jaroslav Horálek: Poutník, 100x75cm, olej na plátně, 1990.
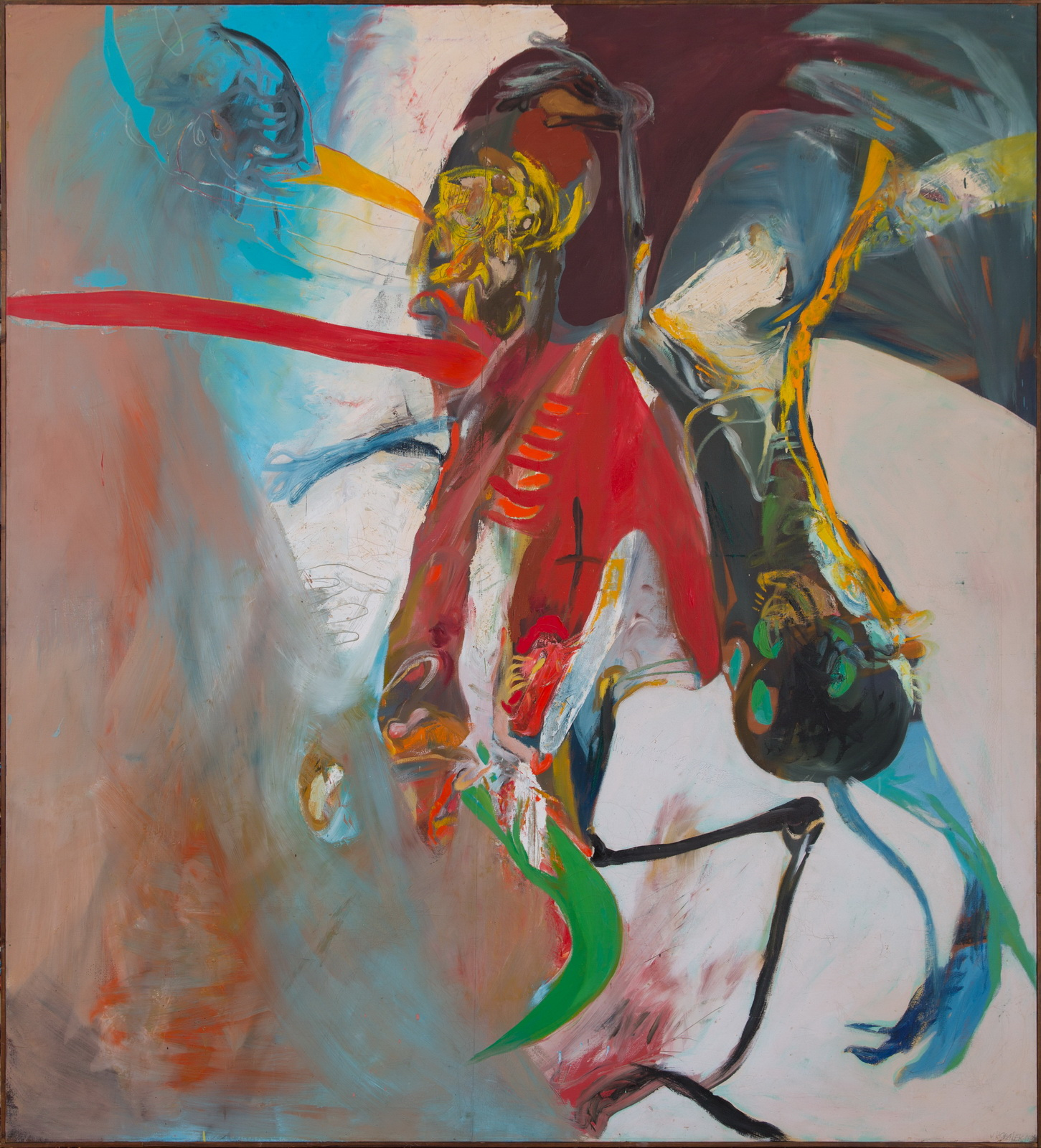
Jaroslav Horálek: Baroko, 220x 200cm, olej na plátně, 1991.
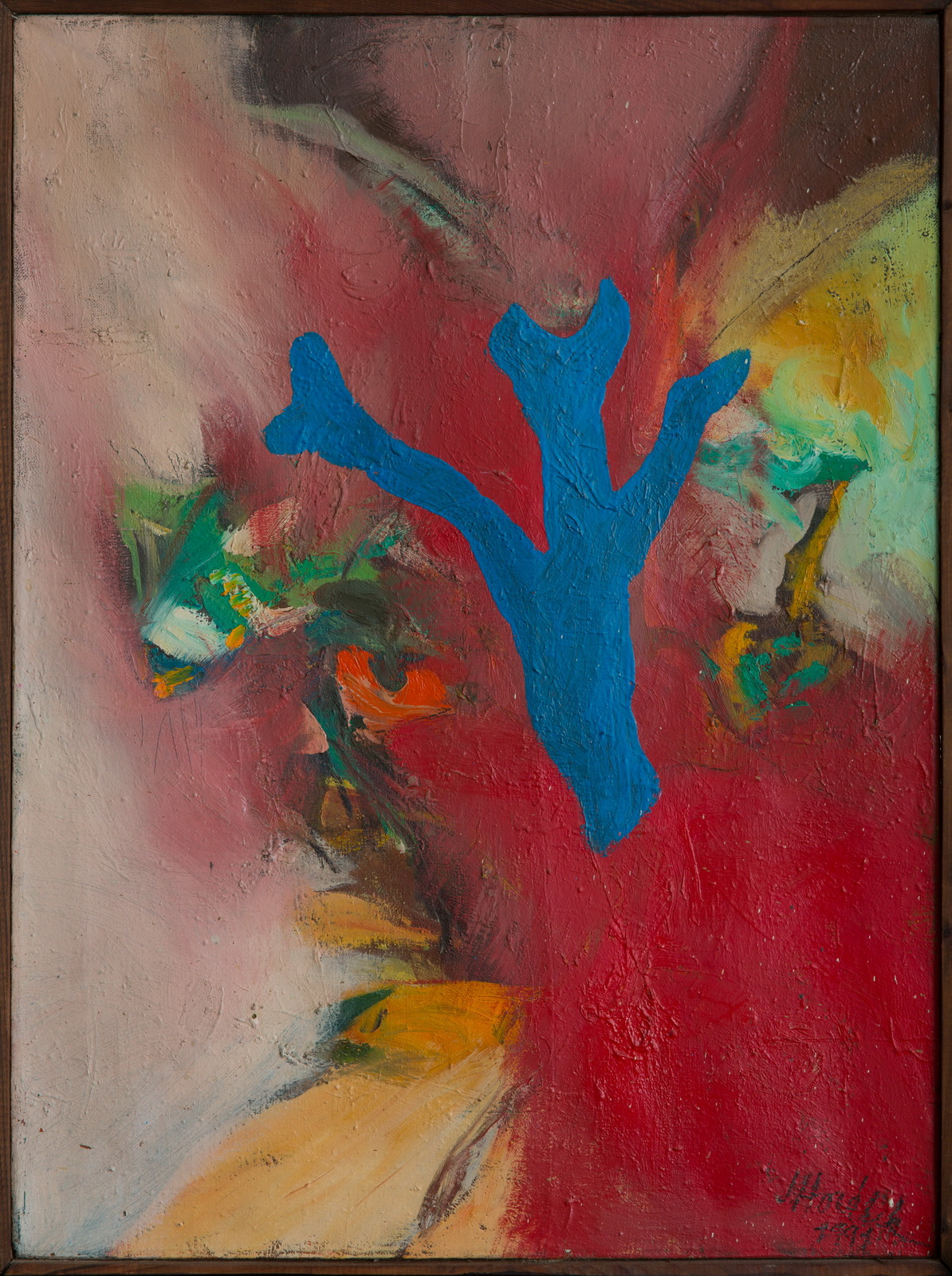
Jaroslav Horálek: Mrtvý strom, 75x56cm, olej na plátně, 1991.
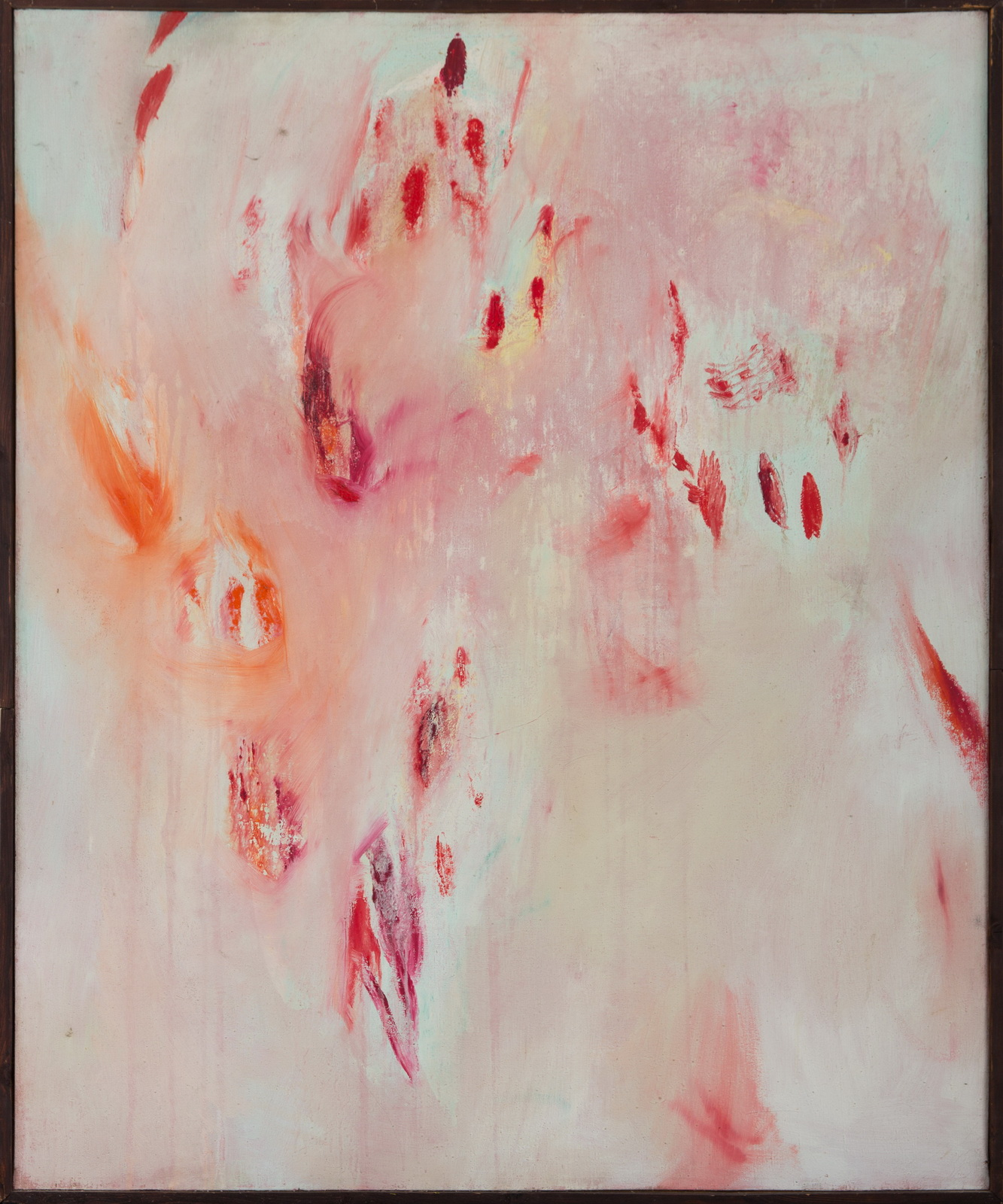
Jaroslav Horálek: Stigmata, 145x120cm, olej na plátně, 1991

## Výstavy

### Samostatné výstavy
- 1982 – Galerie Dílo, Karlovy Vary
- 1984 – Zdeněk Řehořík : sochy ; Helena Horálková : grafika ; Jaroslav Horálek : obrazy, Galerie výtvarných umění, Cheb
- 1986 – Malá scéna, České Budějovice* 1986 - Okresní galerie, Jičín (s Helenou Horálkovou)
- 1987 – Jaroslav Horálek - kresby, Helena Horálková - grafika, Atrium, Praha, 18. červen - 12. červenec 1987
- 1988 – Helena Horálková - grafika, Jaroslav Horálek - obrazy, Galerie bratří Čapků, Praha, 8. březen - 17. duben 1998
- 1991 – Galerie „R“, Praha
- 1992 – Galerie mladých, Praha
- 1992 – Dalerie Luna, Plzeň
- 1992 – Jaroslav Horálek obrazy, Galerie R, Praha; katalog, texty: Jana Šálková, Josef Moucha, Pavel Ondračka
- 1994 – Výstavní síň Mánes
- 1997 – Galerie Kavárna Paseka, Praha
- 1998 – Zámecká galerie Litomyšl
- 2001 – Knihkupectví Paseka, Praha
- 2004 – Galerie České pojišťovny, Praha
- 2005 – Zámek Litomyšl, Smetanova výtvarná Litomyšl
- 2014 – Krajiny vzdálených světů, Galerie Univerzity Pardubice, Univerzitní knihovna, 16. duben - 4. červen 2014[2]
- 2014 – Jaroslav Horálek: Obrazy, Praha, Galerie Nová síň, 28. květen - 08. červen 2014, kurátorka: Eva Neumannová[3]
- 2015 – Jaroslav Horálek - Zápas s drakem, Galerie umění Karlovy Vary, 7. srpen - 13. září 2015, kurátorka: Eva Neumannová[4]
- 2015 – Jaroslav Horálek - Krajiny vzdálených světů / Vojtěch Horálek - Chrám přátel zeleně a zahrad, Galerie Františka Drtikola, Příbram, Zámeček – Ernestinum, 4. 9. – 11. 10. 2015
- 2019 – Jaroslav Horálek: Retrospektiva 1980-1991, Studio Pod Točnou, Kolín, 19. března - 9. května 2019[5]

### Skupinové výstavy (neúplné)
- 1980 – Výstava na dvoře (Skalická, Horálek, Horálková, Beneš), Praha, Krokova 3, katalog.

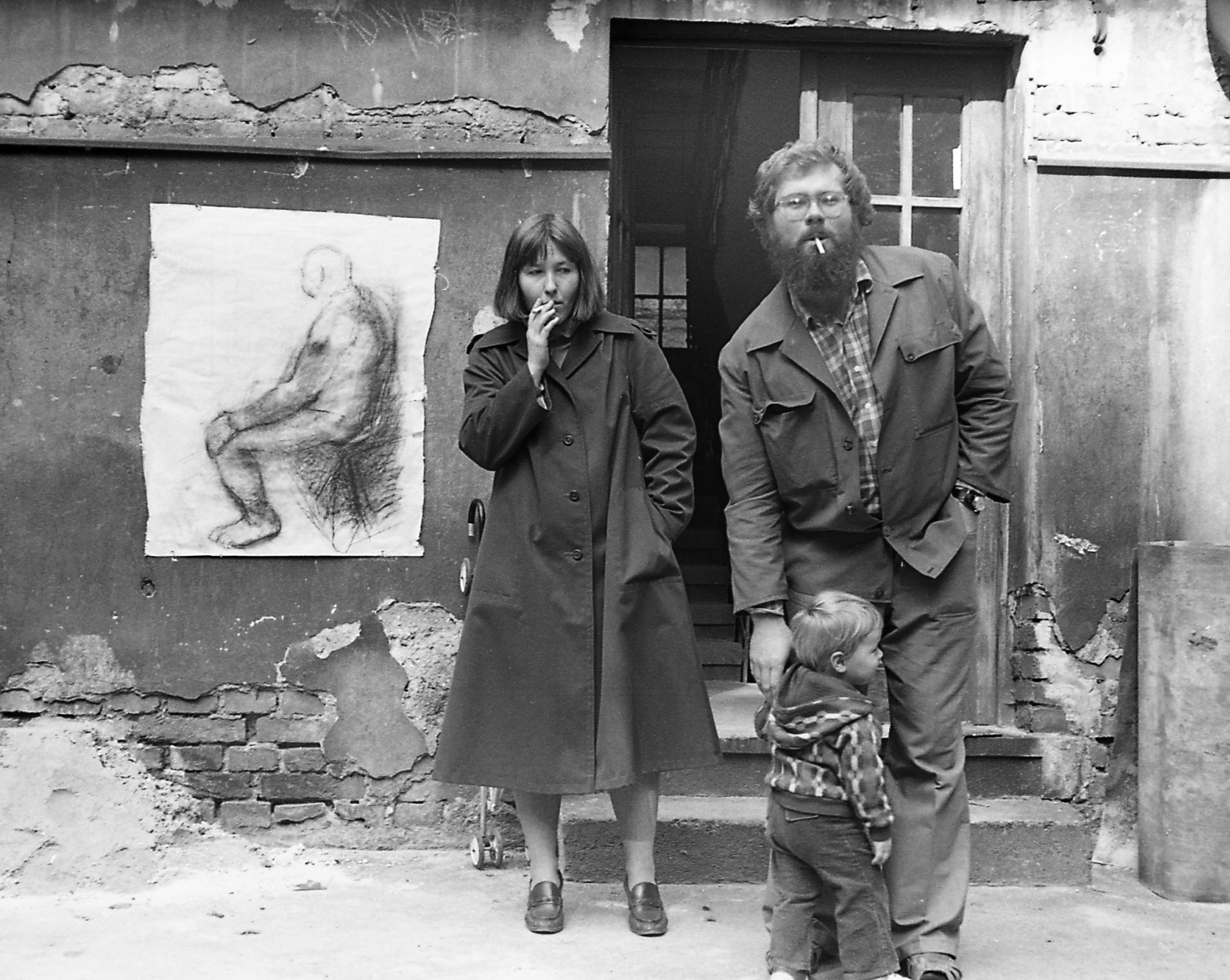
Jaroslav a Helena Horálkovi v roce 1981

- 1981 – 2. Výstava na dvoře (Horálkovi, Skalická, Beneš), Praha, Krokova 3, katalog, úvodní text: Josef Moucha.
- 1982 – Šest realistů, Mikrobiologický ústav, Praha
  - 3. Výstava na dvoře
- 1983 – 4. Výstava na dvoře, 17. - 18. září 1983
- 1984 – Mezinárodní festival v Cagnes-sur-Mer
  - 5. Výstava na dvoře
- 1985 – Mezinárodní festival, Sofie
- 1986 – Přírůstky Jihočeské galerie, Hluboká nad Vltavou
- 1988 – Přírůstky NG, Praha
  - Mezinárodní bienále malby, Košice
- 1989 – Mladí Janu Bauchovi
  - Výstava pěti v Kolíně - sochy, obrazy, grafika (Jaroslav Horálek, Helena Horálková, Jaroslav Hylas, Boris Jirků, Vladimír Kokolia), Regionální muzeum Kolín, 14. dubna - 7. května 1989, katalog, úvodní text Pavel Ondračka
  - Výstava pro Arménii, Praha
- 1990 – Plainair international, Mirabel, France, Darmstadt, Německo
  - Festival Images, Valence, Francie
- 1991 – 4 názory, galerie Rakovník
  - Plainair international, Mirabel, Darmstadt

## Zastoupení ve sbírkách (neúplné)
- Národní galerie v Praze
- Galerie výtvarného umění v Chebu
- Alšova jihočeská galerie v Hluboké nad Vltavou
- Severočeská galerie výtvarného umění v Litoměřicích